# Carlos Humberto Romero

Carlos Humberto Romero (1977)

Carlos Humberto Romero Mena (* 29. Februar 1924 in Chalatenango; † 27. Februar 2017) war Generalmajor und vom 1. Juli 1977 bis zum 15. Oktober 1979 Präsident von El Salvador.

## Leben

### Militärische Karriere
Romero war Kadett auf der Escuela Politécnica und absolvierte eine Fortbildung für die Zulassung zum Generalstab. Er genoss eine Spezialausbildung in Reiten in Mexiko. Romero führte eine Tanda (Ausbildungskohorte). Nach dem Sturz des kubanischen Diktators Fulgencio Batista wurde militärisches Personal häufiger in der School of the Americas ausgebildet.
Seine Amtsvorgänger Julio Adalberto Rivera und Fidel Sánchez Hernández, schickten ihn:
- als Delegierten zur Amtseinführung von Gustavo Díaz Ordaz als Präsident der Republik Mexiko 1964.
- als Delegierten zur Amtseinführung von Misael Pastrana Borrero als Präsident der Republik Kolumbien 1970.
- als Delegierten auf der VII Conferencia de Ejércitos Americanos (CEA) Conference of American Armies (CAA) in Buenos Aires ab 29. Oktober 1966 bis November 1966.
- als Delegierten zur sechsten Konferenz der amerikanischen Nachrichtendienste nach Punta del Este, Uruguay, vom 12. bis zum 14. April 1967.

### Minister für Verteidigung und öffentliche Sicherheit
Am 1. Juli 1972 wurde Romero Minister für Verteidigung und öffentliche Sicherheit unter seinen beiden Amtsvorgängern als Präsident. 1973 war Romero Vorsitzender des Consejo de Defensa Centroamericana (CONDECA).
Carlos Humberto Romero war als Minister für die mörderische Unterdrückung des friedlichen Protestes gegen die Einschränkung der Meinungsfreiheit am 30. Juli 1975 verantwortlich. Studentinnen und Studenten der Universidad de El Salvador (UES) protestierten gegen die Verhinderung einer traditionellen, studentischen Kritikburleske am 26. Juli 1975 in Santa Ana.

### Regierung
Carlos Humberto Romero setzte die Folge der Präsidenten der Militärpartei Partido de Conciliación Nacional (PCN) fort. Die PCN setzte wieder die paramilitärische Organización Democrática Nacionalista für ihre Wahlpropaganda ein. Seine beiden Nachfolger Oberst José Guillermo García und Oberst Jaime Abdul Gutiérrez Avendano leiteten die Wahlfarce vom 20. Februar 1977 von den Büros der staatlichen Telefongesellschaft ANTEL. Der Zentralwahlrat veröffentlichte ein Wahlergebnis, das die Opposition als Siegerin erscheinen ließ; kurze Zeit darauf „korrigierte“ sie das Ergebnis und verkündete den „Sieg“ des Generals Humberto Romero, Kandidat der Oligarchie, der Armee und der US-Botschaft. Carlos Humberto Romero übernahm die Amtsgeschäfte am 1. Juli 1977. Er beantwortete die Klagen der Opposition, es handele sich bei seiner Wahl um einen Betrug, mit der Ausrufung des Ausnahmezustandes für 30 Tage. Die Staatsgewalt wurde weiter in Form von gleichbleibendem Staatsterrorismus ausgeübt. Am 15. Oktober 1979 wurde Romero, der sich gerade auf Staatsbesuch in den USA aufhielt, von der ANTEL Tanda, die ihn ins Amt gebracht hatte, wieder abgesetzt. Romero ging nach Guatemala ins Exil. Er starb am 27. Februar 2017.